# Lingea Lexicon
Lingea Lexicon je slovníkový software, který vyvinula firma Lingea sídlící v Brně. 
Elektronické slovníky vyvíjí firma od svého založení v polovině 90. let 20. století. V roce 2014 je k dispozici pátá řada – Lexicon5. Tento software se uplatnil také při vytváření Českého WordNetu, využívají ho zahraniční nakladatelství HarperCollins Publishers, nakladatelství Oxfordské univerzity, Cambridge University Press, Het Spectrum a další..

## Funkce
Lexicon5 využívá databáze mnoha jazyků, které se liší rozsahem, jeho funkce a ovládání však zůstávají stejné.

### Zadávání hesel
1. přes zadávací pole – při zadávání hesel není třeba přepínat jazyk
2. přes schránku
3. funkce mouse-over[3] – při překladu textů z jiné aplikace stačí najet kurzorem nad dané slovo a ihned se zobrazí překlad

### Zobrazení hesel
V okně s překladem hesla jsou barevně i typem písma rozlišeny: heslo, jeho výslovnost, slovní druh, nepravidelné tvary, překlady, příklady, upřesňující poznámky či slovesné vazby. Významy jsou řazeny podle frekvence.

### Možnosti hledání
1. tvaroslovné hledání – vyhledávání bez ohledu na pád, číslo, čas nebo způsob
2. našeptávátko – po napsání úvodních třech písmen nabízí výběr slov
3. fulltextové hledání – vyhledávání slov či slovních spojení v celé databázi slovníku
4. fonetické hledání – vyhledávání podle zvukové podoby slova
5. hledání pomocí šablon – vyhledávání neúplných tvarů slov

### Výslovnost
Většina hesel je namluvená rodilým mluvčím.

### Slovní zásoba
Vedle okna s překlady hesla, výslovností, morfologickými informacemi a příklady se v záložkách zobrazují i slova s heslem související:
1. synonyma a antonyma
2. odvozená slova
3. tematické okruhy

### Mluvnice
1. tabulky tvarosloví – u každého hesla je možné zobrazit tabulku všech tvarů – skloňování u jmen, stupňování u přídavných jmen či příslovcí nebo časování u sloves
2. stručný přehled gramatiky

### Učení a zkoušení slovíček
Samostatnou částí Lexiconu je učení a procvičování slovíček. Lze využít nastavené tematické okruhy, nebo vytvořit vlastní téma.

### Tvorba vlastního slovníku
Do slovníku je možné doplňovat vlastní slovíčka i s morfologickými informacemi a vlastní tematické okruhy.
Pod jedno rozhraní lze nainstalovat více slovníků, ať už jde o všeobecné či specializované slovníky jednoho jazyka, nebo o více slovniků různých jazyků. Všechny elektronické slovníky řady Lexicon5 lze používat na platformách Windows, Linux a Mac OS X.

## Jazyky
Elektronické slovníky Lexicon5 jsou v roce 2014 dostupné pro angličtinu, němčinu, francouzštinu, španělštinu, ruštinu, italštinu, portugalštinu a polštinu. Všechny jazyky disponují všeobecnými překladovými slovníky, které mohou mít různý počet hesel. Podle velikosti se dělí na:
- praktický – rozsah cca 70 000 hesel
- velký – rozsah cca 115 000 hesel
- Platinum – rozsah cca 220 000 hesel

Pro většinu jazyků lze pod stejným rozhraním používat i odborné slovníky – technické, ekonomické, právnické apod. Pro angličtinu jsou také k dispozici databáze odborných výkladových slovníků britského nakladatelství Bloomsbury. Součástí anglického slovníku je i výkladový slovník WordNet.